# Benny Anderssons Orkester

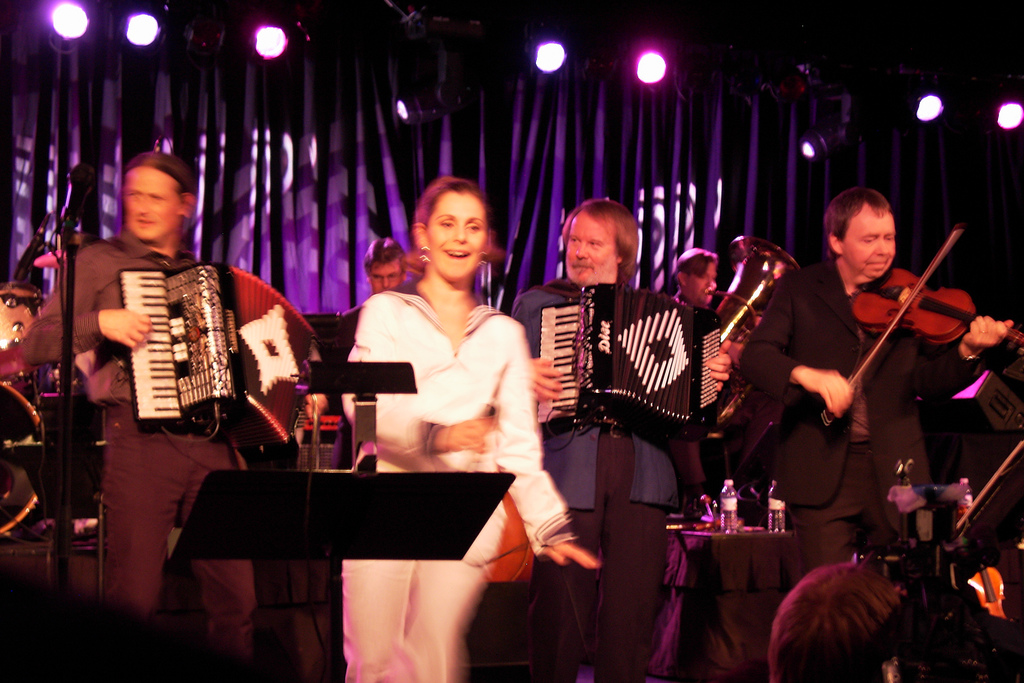
Benny Andersson Orkester (2006)

Benny Anderssons Orkester, bekannt auch unter der Abkürzung BAO, ist eine schwedische Musikgruppe, die seit 2001 existiert. Sie besteht aus 16 Mitgliedern. Der Bandleader der Gruppe ist Benny Andersson, der Mitglied der Popgruppe ABBA ist.

## Bandgeschichte
Ab Beginn der Pause von ABBA Ende 1982 war Benny Andersson vor allem als Songwriter tätig, zum Teil zusammen mit seinem ABBA-Partner Björn Ulvaeus. Unter anderem entstanden auch zwei Popmusicals. Bereits 1987 hatte er das Folksextett Orsa Spelmän mitgegründet, das auch bei seinen Soloalben in den 1980ern mitwirkte. 2001 startete er dann ein eigenes Bandprojekt, Benny Anderssons Orkester. Es hat 16 Mitglieder, darunter auch fast alle Musiker von Orsa Spelmän, und ist vor allem an traditioneller schwedischer Musik und Dansbandmusik orientiert. Deshalb blieb der Erfolg auch weitgehend auf das Heimatland beschränkt.
Gleich mit dem ersten, nach der Band benannten Album erreichten sie Platz eins der schwedischen Charts. Über ein Jahr blieb es platziert und wurde mit Platin ausgezeichnet. Drei Jahre später wiederholten sie den Erfolg mit dem zweiten Album BAO!, was seitdem die Abkürzung des Bandnamens ist. Andersson komponiert alle Songs selbst, viele Stücke sind instrumental, bei den Gesangsstücken ist häufig Ulvaeus als Texter dabei. Andersson selbst spielt Akkordeon und Klavier, Helen Sjöholm und Tommy Körberg sind Sängerin und Sänger des Orkesters. Während bei den ersten beiden Alben die Instrumentalstücke überwogen, gab es beim dritten Album BAO 3 (2007) mehr Gesangsstücke. Es war jedoch nicht ganz so erfolgreich wie die beiden Vorgänger.
2009 veröffentlichte Benny Anderssons Orkester das internationale Album Story of a Heart. Dafür nannten sie sich zwischenzeitlich Benny Andersson Band. Bis auf den neuen Titelsong war es eine Zusammenstellung aus ihren bisherigen Alben, neu aufgenommen mit englischen Titeln und Texten. Außer in Schweden kam es auch in Norwegen und in Großbritannien in die Charts. Danach beschränkten sie sich wieder auf ihre Heimat und 2011 kamen sie mit dem vierten Studioalbum O klang och jubeltid zum dritten Mal auf Platz eins und holten die dritte Platinauszeichnung. Für alle drei Nummer-eins-Alben wurden sie auch mit einem Grammis, dem nationalen Musikpreis, als Dansband des Jahres ausgezeichnet. Eine vierte Auszeichnung hatte es nach dem 2006 veröffentlichten Livealbum BAO på turné gegeben.
Im Jahr 2012 veröffentlichte das Orkester das Weihnachtsalbum Tomten har åkt hem und eine Box-Ausgabe ihrer Alben und kam beide Male in die Top 5 der Albumcharts. Das fünfte Studioalbum der Band hieß Mitt hjärta klappar för dig. Es erschien 2016 im 15. Jahr ihres Bestehens und erreichte Platz 2 der schwedischen Charts.

## Mitglieder
- Benny Andersson (Akkordeon, Klavier; Komponist)
- Leif Göras (Violine)
- Olle Moraeus (Violine)
- Perra Moraeus (Violine, Klarinette, Flöte)
- Kalle Moraeus (Violine, Gitarre)
- Nicke Göthe (Violine, Akkordeon, Gitarre)
- Göran Arnberg (Harmonium)
- Janne Bengtson (Flöte)
- Pär Grebacken (Saxophon, Klarinette)
- Jogga Ernlund (Kontrabass)
- Calle Jakobsson (Tuba)
- Leif Lindvall (Trompete)
- Lars Rudolfsson (Akkordeon)
- Jörgen Stenberg (Schlagzeug, Perkussion)
- Helen Sjöholm (Sängerin)
- Tommy Körberg (Sänger)

## Diskografie

### Studioalben
| Jahr | Titel                       | Höchstplatzierung, Gesamtwochen, AuszeichnungChartplatzierungen (Jahr, Titel, Platzierungen, Wochen, Auszeichnungen, Anmerkungen) | Höchstplatzierung, Gesamtwochen, AuszeichnungChartplatzierungen (Jahr, Titel, Platzierungen, Wochen, Auszeichnungen, Anmerkungen) | Anmerkungen                       |
| Jahr | Titel                       | UK | SE | Anmerkungen                       |
| ---- | --------------------------- | --- | --- | --------------------------------- |
| 2001 | Benny Anderssons Orkester   | — | SE1 Platin · (55 Wo.)SE |                                   |
| 2004 | BAO!                        | — | SE1 Platin · (55 Wo.)SE |                                   |
| 2007 | BAO 3                       | — | SE3 Gold · (34 Wo.)SE |                                   |
| 2011 | O klang och jubeltid        | — | SE1 Platin · (46 Wo.)SE |                                   |
| 2012 | Tomten har åkt hem          | — | SE4 Gold · (9 Wo.)SE |                                   |
| 2016 | Mitt hjärta klappar för dig | — | SE2 (19 Wo.)SE |                                   |
| 2019 | Bästa låtarna               | — | SE5 (2 Wo.)SE | mit Helen Sjöholm + Tommy Körberg |
| 2024 | Alla kann dansa             | — | — |                                   |

### Livealben
| Jahr | Titel        | Höchstplatzierung, Gesamtwochen, AuszeichnungChartplatzierungen (Jahr, Titel, Platzierungen, Wochen, Auszeichnungen, Anmerkungen) | Höchstplatzierung, Gesamtwochen, AuszeichnungChartplatzierungen (Jahr, Titel, Platzierungen, Wochen, Auszeichnungen, Anmerkungen) | Anmerkungen |
| Jahr | Titel        | UK | SE | Anmerkungen |
| ---- | ------------ | --- | --- | ----------- |
| 2006 | BAO på turné | — | SE6 (28 Wo.)SE |             |

### Kompilation
| Jahr | Titel            | Höchstplatzierung, Gesamtwochen, AuszeichnungChartplatzierungen (Jahr, Titel, Platzierungen, Wochen, Auszeichnungen, Anmerkungen) | Höchstplatzierung, Gesamtwochen, AuszeichnungChartplatzierungen (Jahr, Titel, Platzierungen, Wochen, Auszeichnungen, Anmerkungen) | Anmerkungen              |
| Jahr | Titel            | UK | SE | Anmerkungen              |
| ---- | ---------------- | --- | --- | ------------------------ |
| 2009 | Shape of a Heart | UK29 (3 Wo.)UK | SE5 (11 Wo.)SE | als Benny Andersson Band |
| 2012 | BAO in Box       | — | SE5 (15 Wo.)SE |                          |

### Singles
| Jahr | Titel Album                              | Höchstplatzierung, Gesamtwochen, AuszeichnungChartplatzierungen (Jahr, Titel, Album, Platzierungen, Wochen, Auszeichnungen, Anmerkungen) | Höchstplatzierung, Gesamtwochen, AuszeichnungChartplatzierungen (Jahr, Titel, Album, Platzierungen, Wochen, Auszeichnungen, Anmerkungen) | Anmerkungen       |
| Jahr | Titel Album                              | UK | SE | Anmerkungen       |
| ---- | ---------------------------------------- | --- | --- | ----------------- |
| 2001 | Vår sista dans Benny Anderssons orkester | — | SE56 (4 Wo.)SE |                   |
| 2009 | Sommaren du fick Story of a Heart        | — | SE17 (3 Wo.)SE | mit Helen Sjöholm |
| 2009 | Story of a Heart                         | UK83 (3 Wo.)UK | — |                   |
| 2015 | Nu tändas tusen juleljus –               | — | SE20 (14 Wo.)SE | mit Helen Sjöholm |

Weitere Singles
- 2004: Du är min man
- 2004: Mid nattsdans
- 2006: Det är vi ändå
- 2007: Fait Accomplit
- 2007: Du frälste mig i sista stund
- 2011: Kära syster
- 2011: Allt syns när man är naken

## Auszeichnungen
- Grammis[4]
  - Årets Schlager/Dansband 2005
  - Årets Schlager/Dansband 2007
  - Årets Schlager/Dansband 2008
  - Årets Dansband 2012